# Eeva Ruoppa
Eeva Ruoppa (* 2. Mai 1932 in Miehikkälä; † 27. April 2013 in Kotka) war eine finnische Skilangläuferin.

## Werdegang
Ruoppa, die für den Miehikkälän Vilkas startete, hatte ihren ersten Erfolg bei internationalen Rennen bei den Olympischen Winterspielen 1960 in Squaw Valley. Dort gewann sie die Bronzemedaille mit der Staffel. Zudem gelang ihr dort der 11. Platz über 10 km. Im Jahr errang sie bei den Svenska Skidspelen in Falun den zweiten Platz und im folgenden Jahr den ersten Platz mit der Staffel. Bei den Nordischen Skiweltmeisterschaften 1962 in Zakopane holte sie wie zwei Jahre zuvor die Bronzemedaille mit der Staffel. In den Einzelrennen wurde sie dort Neunte über 10 km und Achte über 5 km. Im März 1962 errang sie bei den Lahti Ski Games hinter Mirja Lehtonen den zweiten Platz über 10 km. Im folgenden Jahr gelang ihr bei den Lahti Ski Games der dritte Platz über 10 km. Bei den Olympischen Winterspielen 1964 in Innsbruck kam sie auf den neunten Platz über 10 km und auf den achten Rang über 5 km. Im selben Jahr lief sie bei den Svenska Skidspelen in Kiruna zusammen mit der Staffel auf den zweiten Platz. Bei den Nordischen Skiweltmeisterschaften im Februar 1966 in Oslo belegte sie den 11. Platz über 10 km, den neunten Platz über 5 km und den fünften Rang mit der Staffel. Im folgenden Monat kam sie bei den Lahti Ski Games hinter Senja Pusula auf den zweiten Platz über 10 km. Bei finnischen Meisterschaften wurde sie dreimal Dritte und fünfmal Zweite.